# Douwe Tamminga
Douwe Annes Tamminga (Winsum, Littenseradeel, província de Frísia, 1909 - Ljouwert, 2002) fou un escriptor neerlandès, considerat un dels grans poetes i escriptors de la literatura frisona. Del 1946 al 1968 fou una de les ànimes de la revista literària De Tsjerne i ha traduït al frisó les obres de Hans Christian Andersen, Edgar Allan Poe i Dylan Thomas. També ha estat membre de la Fryske Akademy i ha rebut alguns premis literaris.

## Obres
- Great frysk wurdboek, Brandadris (1938)
- Balladen en lieten (Balades i cançons, 1942)
- It grienejier (L'any verd, 1943)
- Nije gedichten (Noves històries, 1945)
- Frjemdfolk op Barrahiem (1978)
- De boumaster fan de Aldehou (1985)